# Circuito Montañés
Il Circuito Montañés era una corsa a tappe maschile di ciclismo su strada disputata in Cantabria, Spagna, dal 1954 al 1963 e dal 1986 al 2010.
Nelle prime dieci edizioni, dal 1954 fino al 1963, era riservato a corridori professionisti e indipendenti. Dopo un lungo stop tornò ad essere organizzato nella seconda metà degli anni ottanta e fino al 1995 rimase riservato ai dilettanti, mentre in seguito divenne una corsa Open.  Dal 2005 al 2010 fece parte del calendario dell'UCI Europe Tour come prova di classe 2.2.

## Palmarès
Aggiornato all'edizione 2010.
| Anno    | Vincitore                | Secondo                 | Terzo                  |
| ------- | ------------------------ | ----------------------- | ---------------------- |
| 1954    | Julio San Emeterio       | Adolfo Cruz             | Dalmacio Langarica     |
| 1955    | Gabriel Company          | Francisco Masip         | José Mateo Gil         |
| 1956    | Carmelo Morales          | Julio San Emeterio      | Jesús Loroño           |
| 1957    | Benigno Azpuru           | Antonio Ferraz          | Carmelo Morales        |
| 1958    | Roberto Morales          | Carmelo Morales         | Antonio Ferraz         |
| 1959    | Jesús Galdeano           | Carmelo Morales         | Julio San Emeterio     |
| 1960    | Manuel Martín Piñera     | José Urrestarazu        | José Antonio Musitu    |
| 1961    | Carmelo Morales          | José Pérez Francés      | Ángel Rodríguez López  |
| 1962    | Emilio Cruz              | José Souza              | Sebastián Elorza       |
| 1963    | Eusebio Vélez            | Manuel Martín Piñera    | Julio Jiménez          |
| 1964-85 | non disputato            |                         |                        |
| 1986    | Jesús Montoya            | José López San Julián   | Manuel Gonzalo         |
| 1987    | Francisco Javier Mauleón | Andrzej Mierzejewski    | Manuel Gonzalo         |
| 1988    | Víctor Gonzalo           | José María Ahedo        | Juan José Martínez     |
| 1989    | Fernando Piñero          | José Luis Díaz          | Federico García        |
| 1990    | José Luis de Santos      | Javier Díaz             | Javier Urrutia         |
| 1991    | Artūras Kasputis         | Félix García Casas      | José Luis Arrieta      |
| 1992    | José María Jiménez       | Pascal Hervé            | Gerri Kekhba           |
| 1993    | Thierry Elissalde        | Arvis Piziks            | Mariano Rojas          |
| 1994    | José Castelblanco        | Josué Barrigón          | Raubar Gogdan          |
| 1995    | Jean-Yves Duzellier      | Raido Kodanipork        | Eric Frutoso           |
| 1996    | Javier Otxoa             | José Luis Rebollo       | Davy Dubbeldam         |
| 1997    | Kurt Van De Wouwer       | Francisco Tomás García  | José Luis Sánchez      |
| 1998    | Aleksej Sivakov          | Daniel Schnider         | Graziano Recinella     |
| 1999    | David Vázquez            | Glenn D'Hollander       | Ricardo Valdés         |
| 2000    | Dave Bruylandts          | Adolfo García Quesada   | Juan Gomis             |
| 2001    | Rafael Mila              | Rubén Lobato            | Julen Fernández        |
| 2002    | Óscar Serrano            | Sergio Domínguez        | Moisés Dueñas          |
| 2003    | Steven Kleynen           | José Á. Gómez Marchante | Antonio López Carrasco |
| 2004    | Fernando Serrano         | Antonio López Carrasco  | Alexis Rodríguez       |
| 2005    | Sergio Domínguez         | Diego Gallego           | Sergio Pardilla        |
| 2006    | Robert Gesink            | Timothy Jones           | Israel Pérez           |
| 2007    | Bauke Mollema            | Lucas Persson           | Jaume Rovira           |
| 2008    | Aleksej Šebelin          | Tejay van Garderen      | Roman Klimov           |
| 2009    | Tejay van Garderen       | Jonathan Castroviejo    | Sergio Pardilla        |
| 2010    | Fabio Duarte             | Carlos Oyarzún          | Higinio Fernández      |